# José Guirao
José Guirao Cabrera (ur. 9 czerwca 1959 w Pulpí, zm. 11 lipca 2022 w Madrycie) – hiszpański urzędnik i muzealnik, w latach 1994–2001 dyrektor Muzeum Narodowego Centrum Sztuki Królowej Zofii, w latach 2018–2020 minister kultury i sportu.

## Życiorys
Ukończył studia z zakresu filologii hiszpańskiej na Universidad de Murcia, po czym podjął pracę w administracji kulturalnej. W latach 1983–1987 kierował departamentem kultury w administracji prowincji Almería. Następnie do 1993 był dyrektorem generalnym departamentu do spraw dziedzictwa kulturalnego w administracji rządu regionalnego Andaluzji. W latach 1993–1994 pełnił funkcję dyrektora generalnego do spraw sztuk plastycznych i archiwum w hiszpańskim ministerstwie kultury. Przez kolejne siedem lat zajmował stanowisko dyrektora Muzeum Narodowego Centrum Sztuki Królowej Zofii. Od 2001 do 2014 kierował La Casa Encendida, madryckim centrum kulturalnym i społecznym. W 2013 został dyrektorem generalnym fundacji Fundación Montemadrid. Zajął się także działalnością dydaktyczną na Universidad Carlos III de Madrid.
14 czerwca 2018 został ministrem kultury i sportu w rządzie Pedra Sáncheza. Zastąpił Màxima Huertę, który podał się do dymisji po tygodniu urzędowania, gdy ujawniono, że był skazany za oszustwa podatkowe.
W wyborach w kwietniu 2019 i listopadzie 2019 z listy Hiszpańskiej Socjalistycznej Partii Robotniczej uzyskiwał mandat posła do Kongresu Deputowanych. W styczniu 2020 zakończył pełnienie funkcji ministra.
Zmarł w 2022 na skutek choroby nowotworowej.